# Uniform Resource Identifier
Pour les articles homonymes, voir Uri.
Ne doit pas être confondu avec Uniform Resource Locator.
 (décembre 2024).
Un URI, de l'anglais Uniform Resource Identifier, soit littéralement identifiant uniforme de ressource, est une courte chaîne de caractères identifiant une ressource sur un réseau (par exemple une ressource Web). La syntaxe d'un URI respecte la norme d'Internet RFC 3986, mise en place pour le World Wide Web. Cette norme était précédemment connue sous le terme UDI. L'IETF l'a d'abord défini dans la RFC 2396 en se basant sur des propositions de Tim Berners-Lee (RFC 1630). Mise à jour par la RFC 2732 puis révisée de nombreuses fois sous le titre rfc2396bis, la RFC 3986 définit les URI en janvier 2005.
Le sigle URI est généralement utilisé pour désigner une telle chaîne de caractères. Par exemple urn:ietf:rfc:2396 est un URI identifiant la norme RFC 2396. Les URI sont une des technologies de base du World Wide Web, car tous les hyperliens du Web sont exprimés sous forme d'URI.

## Applications
Bien que les URI soient très largement utilisés dans le monde informatique, avec surtout les URL sur Internet, on en retrouve d'autres applications dans le monde réel. Ainsi, le code ISBN, qui est l'identifiant unique d'un livre, permet de retrouver celui-ci depuis n'importe quelle librairie ou bibliothèque, dans le monde entier. On peut considérer également les codes-barres comme une métaphore d'URI dans le monde physique : un code-barres ne localise pas un produit, mais l'identifie (bien qu'il identifie l'ensemble des exemplaires d'un produit, pas chaque exemplaire individuellement, ce qui est le travail du numéro de série, lequel n'est pas systématique, mais réservé aux produits onéreux).

## Typologie

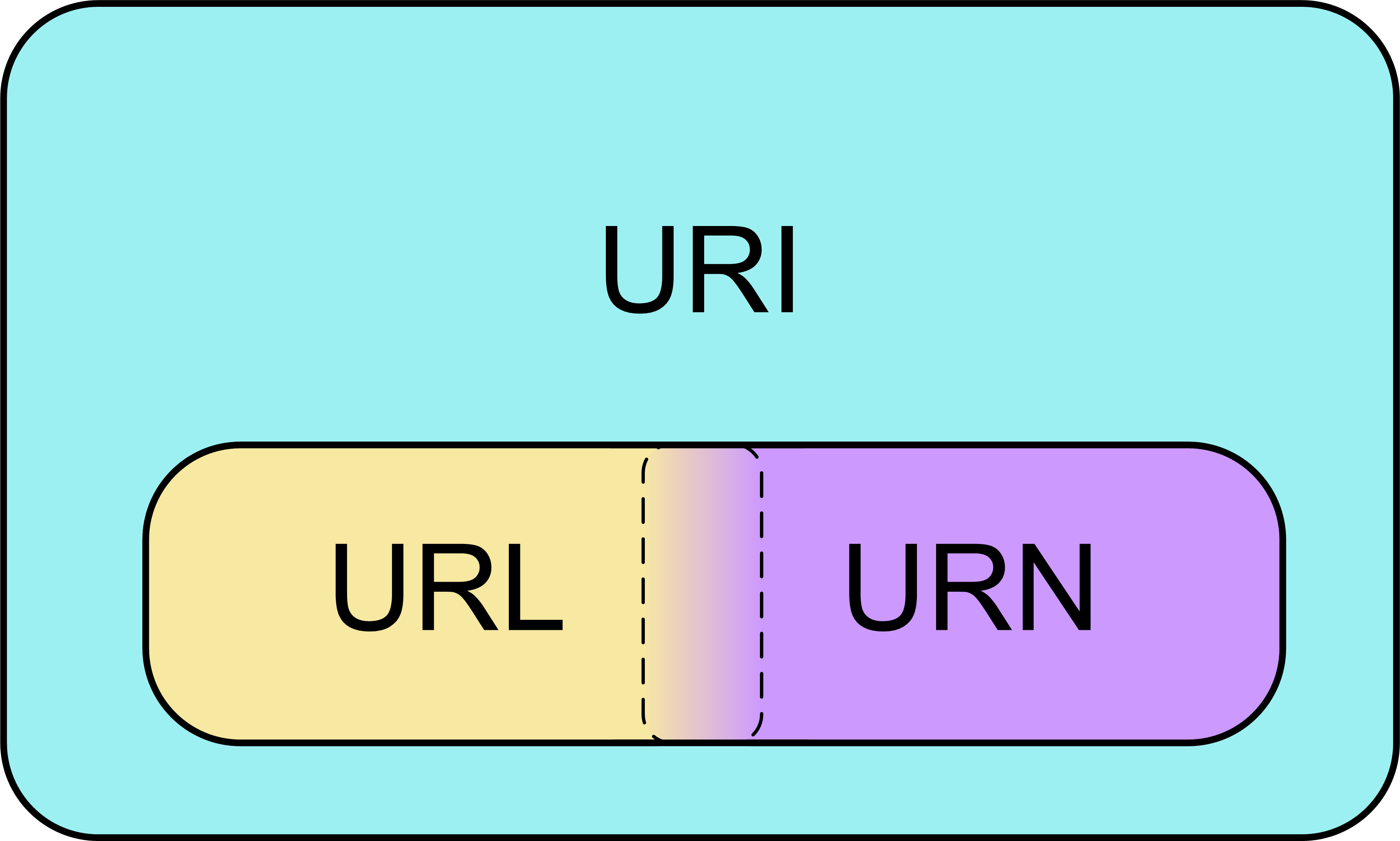
Diagramme de Venn des catégories de schéma Uniform Resource Identifier (URI). Les schémas dans les catégories URL (locator) et URN (name) qui ont toutes deux la fonction de ressource IDs, ainsi URL et URN sont des sous-ensembles de URI. Ce sont aussi, généralement, des ensembles disjoints. Cependant, beaucoup de schémas ne peuvent pas être catégorisés strictement selon l'une ou l'autre des catégories, parce que tous les URI peuvent être traités comme des noms, et certains schémas comportent des aspects des deux catégories – ou aucune.

Un URI peut être de type « locator » (URL) ou « name » (URN) ou les deux.

### Uniform Resource Locator (URL)
Un Uniform Resource Locator (URL) est un URI qui, outre le fait qu'il identifie une ressource sur un réseau, fournit les moyens d'agir sur une ressource ou d'obtenir une représentation de la ressource en décrivant son mode d'accès primaire ou « emplacement » réseau. Par exemple, l'URL https://www.wikipedia.org/ est un URI qui identifie une ressource (la page d'accueil de Wikipédia) et implique qu'une représentation de cette ressource (une page HTML en caractères encodés) peut être obtenue via le protocole HTTPS depuis un hôte appelé www.wikipedia.org.

### Uniform Resource Name (URN)
Un Uniform Resource Name (URN) est un URI qui identifie une ressource par son nom dans un espace de noms. Un URN peut être employé pour parler d'une ressource sans que cela préjuge de son emplacement ou de la manière de la référencer. Par exemple, l'URN urn:isbn:0-395-36341-1 est un URI qui, étant un numéro de l'International Standard Book Number (ISBN), permet de faire référence à un livre, mais ne suggère ni où, ni comment en obtenir une copie réelle.
Le point de vue actuel du groupe de travail qui supervise les URI est que les termes URL et URN sont des aspects dépendant du contexte des URI, et que l'on a rarement besoin de faire la distinction entre les deux. Dans les publications techniques, spécialement les normes érigées par l'IETF et le W3C, le terme URL n'a pas été reconnu pendant longtemps, parce qu'il était rarement nécessaire de faire une distinction entre les URL et les URI. Cependant, dans des contextes non techniques et dans les logiciels du World Wide Web, le terme URL reste omniprésent. De plus, le terme adresse web, qui n'a pas de définition formelle, est souvent employé dans des publications non techniques comme synonyme d'URL ou URI, bien qu'il ne se réfère généralement qu'aux protocoles 'HTTP' et 'HTTPS'.

## Exemples
Les exemples suivants illustrent les URI d'usage courant :
- ftp://ftp.is.co.za/rfc/rfc1808.txt : protocole FTP pour le service File Transfer Protocol
- gopher://spinaltap.micro.umn.edu/00/Weather/California/Los%20Angeles : protocole gopher pour les services Gopher et Gopher+
- http://www.math.uio.no/faq/compression-faq/part1.html : protocole HTTP pour le service Hypertext Transfer Protocol
- mailto:mduerst@ifi.unizh.ch : protocole mailto pour les adresses électroniques
- news:comp.infosystems.www.servers.unix : protocole news pour les newsgroups Usenet
- telnet://melvyl.ucop.edu/ : protocole telnet pour les services interactifs via telnet
- irc://irc.freenode.net/ubuntu-fr : protocole IRC pour le service Internet Relay Chat
- ssh://utilisateur@example.com : protocole SSH pour le service Secure shell
- sftp://utilisateur@example.com : protocole SFTP pour le service SSH File Transfer Protocol

- http://example.org/URI/absolu/avec/chemin/absolu/vers/une/ressource
- /URI/relatif/avec/chemin/absolu/vers/une/ressource
- chemin/relatif/vers/une/ressource
- ../../../ressource
- ./ressource#fragment
- ressource
- #fragment
- bitcoin:uneadressebitcoin pour les adresses bitcoin, pour les  crypto-monnaies en général